# Lithang Athar Norbu
Lithang Athar Norbu (tibétain : ལི་ཐང་ཨ་ཐར་ནོར་བུ, Wylie : li thang a thar nor bu), aussi appelé Ngawang Norbu (tibétain : ངག་དབང་ནོར་བུ, Wylie : ngag dbang nor bu), né en 1931 dans le Kham et mort en 2002 à New York est un moine et commerçant de Bö. Il est l'un des 6 Khampas emmenés en 1957 par la CIA de Kalimpong à Saipan où il y est entraînés. En octobre de la même année, il est parachuté au Tibet central  pour prendre contact pour les Américains avec Phala et le dalaï lama.
Membre du Chushi Gangdrug, Lithang Athar Norbu est un opérateur radio lors de la fuite du dalaï-lama en 1959 en Inde.
Il est l’un des députés de la 7e Assemblée tibétaine.